# Madrid Open 2021 - Qualificazioni singolare maschile
Le qualificazioni del singolare maschile del Madrid Open 2021 sono un torneo di tennis preliminare per accedere alla fase finale della manifestazione. I vincitori dell'ultimo turno sono entrati di diritto nel tabellone principale. In caso di ritiro di uno o più giocatori aventi diritto a questi sono subentrati i lucky loser, ossia i giocatori che hanno perso nell'ultimo turno ma che avevano una classifica più alta rispetto agli altri partecipanti che avevano comunque perso nel turno finale.

## Teste di serie
1. Laslo Đere (primo turno)
2. Yoshihito Nishioka (ultimo turno, ritirato)
3. Jordan Thompson (primo turno)
4. Tennys Sandgren (primo turno)
5. Frances Tiafoe (primo turno)
6. Sebastian Korda (primo turno)
7. Stefano Travaglia (ultimo turno)

1. Emil Ruusuvuori (primo turno)
2. Jahor Herasimaŭ (primo turno)
3. Alexei Popyrin (qualificato)
4. Thiago Monteiro (primo turno)
5. Federico Delbonis (qualificato)
6. Pablo Andújar (qualificato)
7. Radu Albot (primo turno)

## Qualificati
1. Federico Delbonis
2. Marcos Giron
3. Carlos Taberner
4. Pierre-Hugues Herbert

1. Marco Cecchinato
2. Alexei Popyrin
3. Pablo Andújar

## Tabellone

### Legenda
| - Q = Qualificato - WC = Wild card - LL = Lucky loser | - ALT = Alternate - SE = Special Exempt - PR = Protected Ranking | - w/o = Walkover - r = Ritirato - d = Squalificato |

### Sezione 1
|  | Primo turno | Primo turno             | Primo turno             | Primo turno | Primo turno |  |  | Ultimo turno | Ultimo turno         | Ultimo turno         | Ultimo turno | Ultimo turno |  |
|  |             |                         |                         |             |             |  |  |              |                      |                      |              |              |  |
|  | 1           | Laslo Đere              | 3                       | 6           | 2           |  |  |              |                      |                      |              |              |  |
|  |             | Juan Ignacio Londero    | 6                       | 3           | 6           |  |  |              | Juan Ignacio Londero | Juan Ignacio Londero | 4            | 4            |  |
|  | WC          | Bernabé Zapata Miralles | Bernabé Zapata Miralles | 65          | 65          |  |  | 12           | Federico Delbonis    | Federico Delbonis    | 6            | 6            |  |
|  | 12          | Federico Delbonis       | Federico Delbonis       | 7           | 7           |  |  |              |                      |                      |              |              |  |

### Sezione 2
|  | Primo turno | Primo turno        | Primo turno        | Primo turno | Primo turno |  |  | Ultimo turno | Ultimo turno       | Ultimo turno | Ultimo turno | Ultimo turno |  |
|  |             |                    |                    |             |             |  |  |              |                    |              |              |              |  |
|  | 2           | Yoshihito Nishioka | Yoshihito Nishioka | 6           | 6           |  |  |              |                    |              |              |              |  |
|  |             | Pablo Cuevas       | Pablo Cuevas       | 4           | 4           |  |  | 2            | Yoshihito Nishioka | 7            | 4            | r            |  |
|  |             | Marcos Giron       | 6                  | 612         | 7           |  |  |              | Marcos Giron       | 64           | 6            |              |  |
|  | 11          | Thiago Monteiro    | 4                  | 7           | 64          |  |  |              |                    |              |              |              |  |

### Sezione 3
|  | Primo turno | Primo turno     | Primo turno     | Primo turno | Primo turno |  |  | Ultimo turno | Ultimo turno    | Ultimo turno    | Ultimo turno | Ultimo turno |  |
|  |             |                 |                 |             |             |  |  |              |                 |                 |              |              |  |
|  | 3           | Jordan Thompson | 6               | 6           | 2           |  |  |              |                 |                 |              |              |  |
|  | WC          | Carlos Taberner | 3               | 7           | 6           |  |  | WC           | Carlos Taberner | Carlos Taberner | 6            | 6            |  |
|  |             | Lorenzo Musetti | Lorenzo Musetti | 6           | 6           |  |  |              | Lorenzo Musetti | Lorenzo Musetti | 4            | 2            |  |
|  | 14          | Radu Albot      | Radu Albot      | 3           | 4           |  |  |              |                 |                 |              |              |  |

### Sezione 4
|  | Primo turno | Primo turno           | Primo turno           | Primo turno | Primo turno |  |  | Ultimo turno          | Ultimo turno          | Ultimo turno          | Ultimo turno | Ultimo turno |  |
|  |             |                       |                       |             |             |  |  |                       |                       |                       |              |              |  |
|  | 4           | Tennys Sandgren       | Tennys Sandgren       | 3           | 2           |  |  |                       |                       |                       |              |              |  |
|  |             | Pierre-Hugues Herbert | Pierre-Hugues Herbert | 6           | 6           |  |  | Pierre-Hugues Herbert | Pierre-Hugues Herbert | Pierre-Hugues Herbert | 7            | 6            |  |
|  |             | Gianluca Mager        | Gianluca Mager        | 6           | 6           |  |  | Gianluca Mager        | Gianluca Mager        | Gianluca Mager        | 64           | 4            |  |
|  | 9           | Jahor Herasimaŭ       | Jahor Herasimaŭ       | 4           | 3           |  |  |                       |                       |                       |              |              |  |

### Sezione 5
|  | Primo turno | Primo turno             | Primo turno             | Primo turno | Primo turno |  |  | Ultimo turno            | Ultimo turno            | Ultimo turno | Ultimo turno | Ultimo turno |  |
|  |             |                         |                         |             |             |  |  |                         |                         |              |              |              |  |
|  | 5           | Frances Tiafoe          | Frances Tiafoe          | 64          | 2           |  |  |                         |                         |              |              |              |  |
|  |             | Marco Cecchinato        | Marco Cecchinato        | 7           | 6           |  |  | Marco Cecchinato        | Marco Cecchinato        | 4            | 6            | 6            |  |
|  |             | Roberto Carballés Baena | Roberto Carballés Baena | 6           | 6           |  |  | Roberto Carballés Baena | Roberto Carballés Baena | 6            | 0            | 3            |  |
|  | 8           | Emil Ruusuvuori         | Emil Ruusuvuori         | 2           | 3           |  |  |                         |                         |              |              |              |  |

### Sezione 6
|  | Primo turno | Primo turno     | Primo turno     | Primo turno | Primo turno |  |  | Ultimo turno | Ultimo turno   | Ultimo turno   | Ultimo turno | Ultimo turno |  |
|  |             |                 |                 |             |             |  |  |              |                |                |              |              |  |
|  | 6           | Sebastian Korda | Sebastian Korda | 63          | 4           |  |  |              |                |                |              |              |  |
|  | WC          | Arthur Cazaux   | Arthur Cazaux   | 7           | 6           |  |  | WC           | Arthur Cazaux  | Arthur Cazaux  | 5            | 6(0)         |  |
|  |             | Federico Coria  | 7               | 4           | 3           |  |  | 10           | Alexei Popyrin | Alexei Popyrin | 7            | 7            |  |
|  | 10          | Alexei Popyrin  | 64              | 6           | 6           |  |  |              |                |                |              |              |  |

### Sezione 7
|  | Primo turno | Primo turno          | Primo turno      | Primo turno | Primo turno |  |  | Ultimo turno | Ultimo turno      | Ultimo turno | Ultimo turno | Ultimo turno |  |
|  |             |                      |                  |             |             |  |  |              |                   |              |              |              |  |
|  | 7           | Stefano Travaglia    | 5                | 6           | 7           |  |  |              |                   |              |              |              |  |
|  | WC          | Carlos Gimeno Valero | 7                | 1           | 5           |  |  | 7            | Stefano Travaglia | 7            | 5            | 3            |  |
|  |             | Michail Kukšukin     | Michail Kukšukin | 3           | 4           |  |  | 13           | Pablo Andújar     | 63           | 7            | 6            |  |
|  | 13          | Pablo Andújar        | Pablo Andújar    | 6           | 6           |  |  |              |                   |              |              |              |  |